# OUTshine Film Festival
Das OUTshine Film Festival ist das größte queere Filmfestival im US-Bundesstaat Florida. Es wurde 1998 in Miami gegründet. Seit 2008 gibt es zudem eine eigenständige Festival-Ausgabe in Fort Lauderdale.
Das Festival ist hervorgegangen aus dem Zusammenschluss von zwei Filmfestivals, dem Miami Gay & Lesbian Film Festival, gegründet 1998, und dem 2008 gegründeten Fort Lauderdale Gay & Lesbian Film Festival.